# عمرو الشحات
عمرو الشحات ندا لاعب كرة قدم مصري.
لعب سابقاً في نادي الداخلية والبنك الأهلي ونادي غزل المحلة و أحترف في السعودية في نادي وج ونادي الساحل ونادي الشرق .